# Sommer-Paralympics 2024/Teilnehmer (Griechenland)
| stlisierte Goldmedaille | stlisierte Silbermedaille | stlisierte Bronzemedaille |
| ----------------------- | ------------------------- | ------------------------- |
| 3                       | 3                         | 7                         |

Griechenland nahm an den Paralympischen Spielen Paris 2024 vom 28. August bis zum 8. September 2024 mit 13 Athletinnen und 24 Athleten, die in 10 Disziplinen antraten, teil. Es war die dreizehnte Teilnahme Griechenlands bei Paralympischen Sommerspielen. Fahnenträger bei der Eröffnungsfeier waren die Judoka Theodora Paschalidou und der Leichtathlet Manolis Stefanoudakis.

## Teilnehmer nach Sportart

### Boccia
| Athleten                                                                                           | Wettbewerb | Rang   |
| -------------------------------------------------------------------------------------------------- | ---------- | ------ |
| Anna Denta (Begleiterin: Christina Denta)                                                          | Einzel BC3 | 12     |
| Chrysi Morfi Metzou                                                                                | Einzel BC4 | 8      |
| Grigoris Polychronidis (Begleiterin: Aikaterini Patroni)                                           | Einzel BC3 | Bronze |
| Anna Denta (Begleiterin: Christina Denta) Grigoris Polychronidis (Begleiterin: Aikaterini Patroni) | Mixed      | 5      |

### Bogenschießen
| Athletin            | Wettbewerb | Qualifikation | Qualifikation | 1. Runde | 1. Runde | Achtelfinale           | Achtelfinale | Viertelfinale | Viertelfinale | Halbfinale | Halbfinale | Finale | Finale   | Rang |
| Athletin            | Wettbewerb | Ringe         | Rang          | Gegner   | Ergebnis | Gegner                 | Ergebnis     | Gegner        | Ergebnis      | Gegner     | Ergebnis   | Gegner | Ergebnis | Rang |
| ------------------- | ---------- | ------------- | ------------- | -------- | -------- | ---------------------- | ------------ | ------------- | ------------- | ---------- | ---------- | ------ | -------- | ---- |
| Dorothea Poimenidou | Einzel     | 603           | 5             | –        | –        | S. Rahimi Chahderijani | 0:6          | —             | —             | —          | —          | —      | —        | 16   |

### Dressursport
| Athlet                         | Wettbewerb(e)     | Punkte/Prozent | Rang |
| ------------------------------ | ----------------- | -------------- | ---- |
| Michalis Kalarakis mit Eros CS | Dressage Grande I | 66,250         | 16   |

### Gewichtheben
| Athleten               | Wettbewerb       | Gewicht | Rang |
| ---------------------- | ---------------- | ------- | ---- |
| Dimitrios Bakochristos | Männer bis 54 kg | 170 kg  | 7    |
| Paschalis Kouloumoglou | Männer bis 59 kg | 181 kg  | 6    |

### Judo
| Athletinnen          | Wettbewerb          | Rang   |
| -------------------- | ------------------- | ------ |
| Emmanouela Masourou  | Frauen J1 bis 48 kg | 4      |
| Theodora Paschalidou | Frauen J1 bis 70 kg | Bronze |

### Leichtathletik
| Athleten                                              | Wettbewerb      | Vorlauf/Vorkampf | Vorlauf/Vorkampf | Halbfinale | Halbfinale | Finale     | Finale | Rang   |
| Athleten                                              | Wettbewerb      | Zeit/Weite       | Rang             | Zeit/Weite | Rang       | Zeit/Weite | Rang   | Rang   |
| ----------------------------------------------------- | --------------- | ---------------- | ---------------- | ---------- | ---------- | ---------- | ------ | ------ |
| Frauen                                                |                 |                  |                  |            |            |            |        |        |
| Zoi Mantoudi                                          | Kugelstoßen F20 | –                | –                | –          | –          | 13,20 m    | 7      | 7      |
| Tania Keramida                                        | Speerwurf F56   | –                | –                | –          | –          | 21,96 m    | 4      | 4      |
| Lida Maria Manthopoulou                               | 100 m T38       | 12,53 s          | 1                | —          | —          | 12,49 s    | 2      | Silber |
| Männer                                                |                 |                  |                  |            |            |            |        |        |
| Athanasios Prodromou                                  | Weitsprung T20  | –                | –                | –          | –          | 6,95 m     | 7      | 7      |
| Efstratios Nikolaidis                                 | Kugelstoßen F20 | –                | –                | –          | –          | 15,66 m    | 7      | 7      |
| Stylianos Malakopoulos                                | Weitsprung T64  | –                | –                | –          | –          | 6,81 m     | 7      | 7      |
| Michail Seitis                                        | 200 m T64       | –                | –                | 23,32 s    | 4          | 23,15 s    | 5      | 5      |
| Stylianos Malakopoulos                                | 400 m T62       | –                | –                | –          | –          | 52,76 s    | 7      | 7      |
| Athanasios Gavelas (Begleiter: Ioannis Nymfadopoulos) | 100 m T11       | 11,16 s          | 5                | 11,08 s    | 1          | 11,02 s    | 1      | Gold   |
| Manolis Stefanoudakis                                 | Speerwurf F54   | –                | –                | –          | –          | 30,13 m    | 3      | Bronze |
| Konstantinos Tzounis                                  | Diskuswurf F56  | –                | –                | –          | –          | 41,32 m    | 3      | Bronze |
| Grigoris Dislis                                       | Diskuswurf F52  | –                | –                | –          | –          | 11,89 m    | 10     | 10     |
| Athanasios Konstantinidis                             | Keulenwurf F32  | –                | –                | –          | –          | 38,65 m    | 2      | Silber |
| Athanasios Konstantinidis                             | Kugelstoßen F32 | –                | –                | –          | –          | 11,93 m    | 2      | Gold   |
| Lazaros Stefanidis                                    | Kugelstoßen F32 | –                | –                | –          | –          | 9,84 m     | 3      | Bronze |
| Dimitris Zisidis                                      | Kugelstoßen F32 | –                | –                | –          | –          | 23,90 m    | 9      | 9      |

### Radsport
Männer
| Athlet             | Wettbewerb(e)        | Zeit         | Rang |
| ------------------ | -------------------- | ------------ | ---- |
| Nikolaos Papagelis | Straße C1-3          | 1:56:08 h    | 14   |
| Nikolaos Papagelis | C2 Straße Time Trial | 20:12,32 min | 4    |

### Schießen
| Athleten                | Wettbewerb(e)                            | Ringe | Rang |
| ----------------------- | ---------------------------------------- | ----- | ---- |
| Panagiotis Giannoukaris | Mixed 10 m Luftpistole stehend SH1 2     | 625,2 | 24   |
| Sotiris Galogavros      | Männer 10 m Luftpistole stehend SH1      | 120,5 | 8    |
| Sotiris Galogavros      | Mixed 50 m Luftpistole R6 prone SH1      | 618,0 | 16   |
| Sotiris Galogavros      | Männer 50 m Luftpistole 3 Positionen SH1 | 1150  | 10   |

### Schwimmen
Männer
| Athleten                   | Klasse                 | Ergebnis      | Platz         |
| -------------------------- | ---------------------- | ------------- | ------------- |
| Alexandros Lergios         | 100 m Freistil S5      | 1:23,01 min   | 5             |
| Alexandros Lergios         | 50 m Freistil S5       | 38,00 s       | 6             |
| Alexandros Lergios         | 50 m Schmetterling S5  | 40,56 s       | 5             |
| Ioannis Kostakis           | 50 m Freistil S3       | 1:02,32 min   | 7             |
| Ioannis Kostakis           | 200 m Freistil S3      | 4:35,61 min   | 6             |
| Ioannis Kostakis           | 50 m Brust SB2         | 1:14,00 min   | 7             |
| Ioannis Kostakis           | 150 m Lagen SM3        | 3:47,16 min   | 5             |
| Dimosthenis Michalentzakis | 100 m Freistil S8      | 59,75 s       | 6             |
| Dimosthenis Michalentzakis | 100 m Schmetterling S8 | DSQ im Finale | DSQ im Finale |
| Dimosthenis Michalentzakis | 200 m Lagen SM8        | 2:25,97 min   | 4             |
| Antonis Tsapatakis         | 100 m Brust SB4        | 1:36,16 min   | Silber        |
| Nikos Kontou               | 100 m Rücken S1        | 3:49,31 min   | 4             |
| Nikos Kontou               | 50 m Rücken S1         | 1:37,48 min   | 6             |
| Dimitris Karypidis         | 100 m Rücken S1        | 3:18,09 min   | 4             |
| Dimitrios Karypidis        | 50 m Rücken S1         | 1:31,50 min   | 5             |

Frauen
| Athletinnen              | Klasse            | Ergebnis    | Platz |
| ------------------------ | ----------------- | ----------- | ----- |
| Alexandra Stamatopoulou  | 50 m Freistil S4  | 47,73 s     | 5     |
| Alexandra Stamatopoulou  | 50 m Rücken S4    | 50,12 s     | Gold  |
| Areti Aravella Spyridou  | 100 m Rücken S2   | 3:45,65 min | 6     |
| Areti Aravella Spyridou  | 50 m Rücken S2    | 1:46,04 min | 6     |
| Maria Fanouria Tziveleki | 200 m Freistil S5 | 3:28,19 min | 5     |
| Maria Fanouria Tziveleki | 200 m Lagen SM5   | 4:17,20 min | 5     |

Mixed
| Athleten                                                                                | Klasse            | Ergebnis    | Platz |
| --------------------------------------------------------------------------------------- | ----------------- | ----------- | ----- |
| Alexandra Stamatopoulou Antonios Tsapatakis Maria Fanouria Tziveleki Alexandros Lergios | 4 × 50 m Freistil | 2:52,59 min | 9     |

### Taekwondo
| Athletinnen             | Wettbewerb            | Rang   |
| ----------------------- | --------------------- | ------ |
| Christina Gkentzou      | Klasse K44 bis 65 kg  | Bronze |
| Eleni Papastamatopoulou | Klasse K44 über 65 kg | Bronze |